# Agaihtikara
Agaihtikara (=fish-eaters; Aga'idökadö, sami sebe nazivaju Agai-Ticutta =  "Cutthroat trout Eaters"/, jedna od skupina Paviotso Indijanaca koji su živjeli 1866. u blizini rijeke Walker, i rijeke i jezera Carson u zapadnoj Nevadi. Vođa im je bio poglavica Oderie, a brojno stanje je iznosilo oko 1,500. Poznati su pod još nizom sličnih naziva: Aga'idökadö, A-gai-du-ka, Walker River Pi-Utes.
Danas su federalno priznati pod imenom Walker River Paiute Tribe of the Walker River Reservation i žive na rezervatu Walker River u Nevadi.